# 羽·泉
羽·泉是中国的男声音乐组合，由陈羽凡和胡海泉于1998年11月17日组成，组合名称各取两人名字中的一个字。与滚石唱片（台灣）公司签约后，在1999年11月10日推出首张创作专辑《最美》，依靠两人各自独特嗓音，唱功与和声以及原创作品的流行潜质迅速走红，至今已发行11张原创音乐专辑，唱片累计销量超過1000万张。曾擔任兩季《中国好歌曲》系列導師。2018年陈羽凡吸毒被封杀后，现在由胡海泉一人以个人名义进行活动，但羽泉组合并未宣布解散。

## 历史
羽·泉于1998年11月17日成立。签约滚石唱片在1999年11月10日发行首张创作专辑《最美》，与台湾歌手周华健合作。12月，在台湾以“野孩子”为组合名发行专辑《感觉不到你》。羽·泉在2000年5月27日作为唯一的新人参与5.27工体大型演唱会，与齐秦、苏芮、赵传、庾澄庆、动力火车、零点乐队等歌手组合同台演出。9月22日，组合发行了第二张录音室专辑《冷酷到底》。2017年4月16日，陈羽凡宣布不限时退出娱乐圈。2018年11月26日，陈羽凡因吸毒被北京警方拘留。在此之后胡海泉以个人名义进行工作，未发表过解散通知。
2001年
- 参加中央电视台春节联欢晚会，演唱《彩虹》
- 9月25日，发行专辑《热爱》

2002年
- 演唱由张亚东为电影《开往春天的地铁》创作的同名主题曲
- 为上海通用汽车赛欧创作特别单曲《旅程》

2003年
- 4月，发行《没你不行》专辑，专辑由台湾著名音乐制作人贾敏恕制作，首度与台湾歌手苏慧伦、乐队五月天合作
- 参与制作黄征的个人专辑《爱情诺曼底》，创作《爱情诺曼底》，与黄征合唱《奔跑》
- 于上海、天津举办大型演唱会

2004年
- 于沈阳举办大型演唱会
- 于北京首都体育馆举行“红五月”大型演唱会
- 6月9日，参与2004年雅典奥运会圣火在北京的传递
- 随战国音乐转入华谊兄弟音乐公司

2005年
- 3月，发行《2003-2004羽·泉巡回演唱会全纪录》专辑
- 7月5日，在而立之年发行第5张专辑《三十》专辑，并在北京顺义格林马会举行盛大露天的发布会及专辑首唱会。专辑由台湾著名音乐人钟兴民担任制作人，音乐中引入了许多中国民乐的元素，风格与之前有较大的不同

2006年
- 5月4日、5日与张靓颖、黑鸭子合作演出“邓丽君金曲交响演唱会”，并于8月发行演唱会LIVE专辑
- 12月7日，发行第6张专辑《朋友难当》

2007年
- 10月28日，于北京举办黄金十年演唱会
- 12月22日，于上海举办MTV Unplugged演唱会
- 12月28日，发行《10又1/2 流金岁月 黄金十年演唱会》LIVE专辑
- 12月31日，于北京工人体育馆举办“新年快乐 红翻北京”跨年翻唱演唱会

2008年
- 5月6日，参与北京奥运圣火海口站的传递
- 参与演唱《北京欢迎你》《为生命喝彩》《站起来》《圣火传奇》等多首奥运歌曲
- 于上海、郑州、南京、天津、武汉举行五城巡回演唱会

2009年
- 7月，发行第7张专辑《每个人心中都有一个羽·泉》
- 8月，受邀赴日本冲绳，进行了为期一周的“原真文化”探访活动，并与当地的音乐人交流
- 11月17日，在中国国家主席胡锦涛主席于人民大会堂为美国总统奥巴马举行的欢迎宴会上表演，与中美大学生合唱团用英文演唱了美国歌曲《那就是朋友相处之道》和北京奥运会的主题曲《我和你》[1]。
- 离开华谊兄弟，参与创办新公司“巨匠文化”

2010年
- 6月，发表单曲《怒江之战》。这是南派三叔的同名新书的主题歌。单曲CD随书附赠。
- 9月，发表新歌《月光》。9月20日，羽泉在24小时内完成该歌曲的MV拍摄，并通过微博在互联网上直播。MV的创意体现在对普通人生活的关注和关怀。在MV拍摄过程中，羽泉不仅为帮助残疾人三口之家沿街叫卖“改行”卖袜子，还亲自到一对老夫妇家帮他们完成心愿。
- 11月，发表新歌《我的青春我的城》，并开展“一歌一故事”活动，征集普通人的青春故事。
- 12月24日，在北展剧场举办圣诞平安夜演唱会。演唱会上设置了多个感人的环节，邀请盲女陈燕上台共同弹唱《叶子》，还让许多歌迷上台求婚，以至于演唱会超时结束时，仍未表演完既定的曲目。

2011年
- 4月，发行第八张专辑《@自己》，专辑名称创意来源于微博，收录了12首歌曲，其中多数为之前发表过的单曲。
- 4月10日至5月11日，在全国举办11场“@自己 马扎&板凳”巡回演唱会。
- 12月24日，在北京工人体育馆举办“向上人生路”演唱会。

2012年
- 12月24日，在首都体育馆举办“在一起”演唱会。

2013年
- 1月18日，參加湖南衛視「我是歌手」第一屆，獲得第一屆冠軍。
- 5月4日，在 上海梅赛德斯奔驰文化中心 举办“在一起”十五周年系列演唱会。
- 5月18日，在 北京保利剧院 举办十五周年感恩答谢会，冯小刚、文章、马伊琍、黄征、陈明、李慧珍等众多圈内明星好友集体捧场。
- 7月20日，发行15周年纪念重唱专辑《拾伍》[2]虽然近年CD市场萎缩，但首周销量便过万。
- 11月18日，在北京召开发布会，发布以U盘为介质的第九张专辑《再生》、记录两人音乐历程的新书《逆流而上》，还介绍了巡演、化妆品、音响、手表等“羽泉”品牌产品[3]。
- 12月24日，在北京工人体育馆举办“人生就是一场运动会”演唱会。

2014年
- 1月13日，在台湾数字发行《再生》及《拾伍》专辑[4]，并于1月12日至20日在台湾进行了为期9天的宣传。
- 12月24日，在北京工人体育馆举办“敢爱”演唱会。

2015年
- 加盟第二季《中國好歌曲》，接替楊坤之位，成為導師[5]。

## 音乐作品

### 录音室专辑
| #   | 专辑资料                                                                                      | 曲目 |
| --- | --------------------------------------------------------------------------------------------- | --- |
| 1   | 第一张专辑《最美》 - 发行日期：1999-11-10 - 唱片公司：滚石唱片 - 语言：华语                   | 1. 最美 2. 感觉不到你 3. 转弯 4. 谁不曾,谁不想 5. 回头想想 6. 怎么能够 7. 爱浪漫的 8. 蜡人 9. 爱自己 10. 海                                                      |
| 2   | 第二张专辑《冷酷到底》 - 发行日期：2000-09-01 - 唱片公司：滚石唱片 - 语言：华语               | 1. 把爱留给爱你的人 2. 冷酷到底 3. 彩虹 4. 叶子 5. 风声边界 6. 我要 7. 难道 8. 三秒钟 9. 烟 10. 了不起                                                           |
| 3rd | 第三张专辑《热爱》 - 发行日期：2001-09-07 - 唱片公司：滚石唱片 - 语言：华语                   | 1. 选择牺牲 2. 深呼吸 3. 心似狂潮 4. 隔世情人 5. 狂想曲 6. 烫心 7. 问 8. 我愿意 9. Good-Bye 10. 忘·记                                                            |
| 4   | 第四张专辑《没你不行》 - 发行日期：2003-04-10 - 唱片公司：滚石唱片 - 语言：华语               | 1. 没你不行 2. 惩罚 3. 天使 (For My Angel) 4. 因为爱 5. 还剩下什么 6. 在这一秒 7. 超乎想象 8. 坎大哈黎明 9. 火柴 10. 种子 11. 飞蛾 12. 忘了 13. 旅程             |
| 5   | 第五张专辑《三十》 - 发行日期：2005-07-05 - 唱片公司：华谊兄弟 - 语言：华语                   | 1. 辛弃疾 2. 人间(Original版) 3. 尘埃 4. 求爱歌 5. 玩偶之家 6. 冬眠城市 7. 人间(Melody版) 8. 寂寞公路 9. 哪一站 10. 天下无贼 11. Has It 12. 这样的夜里我容易喝醉 |
| 6   | 第六张专辑《朋友难当》 - 发行日期：2006-12-07 - 唱片公司：华谊兄弟 - 语言：华语               | 1. 不再爱 2. 翅膀 3. 朋友难当 4. 她 5. CITY STORY 6. U&ME 7. 舍得 8. 活该 9. 桃花源 10. 梦想之城 11. U&ME(FANS VER)                                              |
| 7   | 第七张专辑《每个人心中都有一个羽泉》 - 发行日期：2009-07-26 - 唱片公司：华谊兄弟 - 语言：华语 | 1. 我们 2. 让风吹吹我吧 3. Alone In Lonely 4. 不弃不离 5. 我们拥有夜晚 6. 太重要 7. 宅 8. 归园田居 9. 亲爱的 10. 向世界尽头 11. 让暴风雨来得更猛烈些吧           |
| 8   | 第八张专辑《@自己》 - 发行日期：2011-04-18 - 唱片公司：巨匠文化 - 语言：华语                  | 1. 我的青春我的城 2. 奋斗 3. 大哭一场 4. 男人歌 5. 乐游.天下 6. 来生说再见 7. 天上没有乌云盖 8. 上山坡 9. 大手小手 10. 关一盏灯 11. 世界因你而美丽 12. 月光      |
| 9   | 第九张专辑《再生》 - 发行日期：2013-11-18 - 唱片公司：巨匠文化 - 语言：华语                   | 1. 一路挺你-Anytime- 2. 世界都在看 3. 回家乡 4. 围城 5. 浮世绘 6. 如果你知道 7. 唉！ 8. 为你癫狂 9. 平凡的精彩 10. 重逢                                          |
| 10  | 第十张专辑《敢爱》 - 发行日期：2014-11-18 - 唱片公司：巨匠文化 - 语言：华语                   | 1. 山谷里的回声 2. Paradise 3. 敏感动物 4. 世上最懂我的 5. 唤醒时空 6. 似梦非梦 7. 一个人去海边 8. 与你相约 9. 追风筝的孩子 10. 博爱                             |
| 11  | 第十一张专辑《不服》 - 发行日期：2015-11-18 - 唱片公司：巨匠文化 - 语言：华语                 | 1. 不服 2. 归途 3. 兄弟 4. 不停地不停地不停地 5. “真实”与“谎言”-寓言一则 6. 花臂 7. 后台 8. 世上还有爸爸好 9. 救赎 10. 光 11. Brand New Life                     |

### 精选专辑
| # | 专辑资料                                                                                     | 曲目 |
| - | -------------------------------------------------------------------------------------------- | --- |
| - | 精选专辑《滚石香港黄金十年 羽泉精选》 - 发行日期：2003年03 - 唱片公司：滚石唱片 - 语言：华语 | 1. 最美 2. 深呼吸 3. 冷酷到底 4. 叶子 5. 感觉不到你 6. 心似狂潮 7. 烫心 8. 彩虹 9. 蜡人 10. 把爱留给爱你的人 11. 选择牺牲 12. 了不起 13. 爱浪漫的人 14. 忘记 15. 海 |

### 演唱会专辑
| # | 专辑资料 | 曲目 |
| - | --- | --- |
| 1 | 演唱会专辑《2003-2004羽·泉巡回演唱会全纪录》 - 发行日期：2005-03-09 - 唱片公司：华谊兄弟 - 语言：华语       | 1. HAS IT 2. 把爱留给爱你的人 3. 冷酷到底 4. 叶子 5. 回头想想 6. 深呼吸 7. 彩虹 8. 天使 9. 超乎想象 10. 旅程 11. 选择牺牲 12. 感觉不到你 13. 惩罚 14. 三秒钟 15. 难道 16. 爱浪漫的人 17. 烟 18. 狂想曲 19. 没你不行 20. 最美 21. 天下无贼(羽泉2005第一单曲) |
| 2 | 演唱会专辑《10又1/2 流金岁月 羽泉 黄金十年演唱会》 - 发行日期：2007-12-26 - 唱片公司：华谊兄弟 - 语言：华语 | 1. OPENNING+彩虹 2. 旅程 3. 爱自己 4. 深呼吸 5. 心似狂潮 6. 叶子 7. 难道 8. 感觉不到你 9. 爱浪漫的 10. 冬眠城市+惩罚 11. City Story 12. 冷酷到底 13. 桃花源 14. 那一站 15. 朋友难当 16. 最美 17. 我们俩 18. U&Me                                            |

### 翻唱专辑
| # | 专辑资料                                                                          | 曲目 |
| - | --------------------------------------------------------------------------------- | --- |
| - | 翻唱专辑《我们唱邓丽君》 - 发行日期：2006-08-07 - 发行公司：华谊兄弟 - 语言：华语 | 1. 我一见你就笑 2. 月亮代表我的心 3. 夜来香 4. 独上西楼 5. 再见我的爱人 6. 千言万语 7. 路边的野花不要采 8. 甜蜜蜜 |

### 迷你专辑
| # | 专辑资料 | 曲目                                                                                |
| - | --- | ----------------------------------------------------------------------------------- |
| - | 迷你专辑《Produced by 工藤健司：给未来的你&天黑天亮》 - 发行日期：2007年7月 - 发行公司：华谊兄弟 - 语言：华语 | 1. 给未来的你 2. 天黑天亮 3. 给未来的你（Instrumental） 4. 天黑天亮（Instrumental） |

## 演唱会
- 2001.6.16 温州演唱会
- 2001.8.18 抚顺演唱会（雷锋体育场，抚顺）
- 2002.1.12~13 太原演唱会（滨河体育中心，太原）
- 2003.9.6 上海演唱会（上海大舞台，上海）
- 2003.12.31 “天地英雄”天津演唱会（天津体育中心，天津）
- 2004.5.9 沈阳演唱会（辽宁体育馆，沈阳）
- 2004.5.15 “红五月”北京演唱会（首都体育馆，北京）
- 2005.6.11 “冷酷到底”温州大型演唱会（温州市体育中心体育场，温州）
- 2006.5.1 朝阳演唱会（河东体育场，朝阳）
- 2007.1.27 宁波演唱会（雅戈尔体育馆，宁波）
- 2007.10.27 黄金十年演唱会（星光影视基地，北京）
- 2007.12.22 MTV不插电演唱会（绝对浩室，上海）
- 2007.12.31 “新年快乐 红翻北京”跨年演唱会（北京工人体育馆，北京）
- 2008.10.11 “梦开始的地方”2008上海演唱会（上海大舞台，上海）
- 2008.11.8 2008郑州演唱会（河南省体育馆，郑州）
- 2008.11.15 2008南京演唱会（五台山体育馆，南京）
- 2008.11.22 2008天津演唱会（天津体育中心，天津）
- 2008.11.29 2008武汉演唱会（洪山体育馆，武汉）
- 2010.12.24 2010圣诞狂欢夜北京演唱会（北展剧场，北京）
- 2011.4.10 @自己 “马扎&板凳”羽·泉巡回演唱会呼和浩特站（乌兰恰特红色剧场，呼和浩特）
- 2011.4.13 @自己 “马扎&板凳”羽·泉巡回演唱会青岛站（青岛大剧院，青岛）
- 2011.4.16 @自己 “马扎&板凳”羽·泉巡回演唱会温州站（温州大剧院，温州）
- 2011.4.19 @自己 “马扎&板凳”羽·泉巡回演唱会合肥站（合肥大剧院，合肥）
- 2011.4.22 @自己 “马扎&板凳”羽·泉巡回演唱会常州站（常州大剧院，常州）
- 2011.4.25 @自己 “马扎&板凳”羽·泉巡回演唱会郑州站（河南艺术中心，郑州）
- 2011.4.29 @自己 “马扎&板凳”羽·泉巡回演唱会重庆站（重庆大剧院，重庆）
- 2011.5.4  @自己 “马扎&板凳”羽·泉巡回演唱会武汉站（武汉琴台大剧院，武汉）
- 2011.5.7  @自己 “马扎&板凳”羽·泉巡回演唱会惠州站（惠州文化艺术中心，惠州）
- 2011.5.9  @自己 “马扎&板凳”羽·泉巡回演唱会东莞站（东莞玉兰大剧场，东莞）
- 2011.5.11 @自己 “马扎&板凳”羽·泉巡回演唱会深圳站（深圳保利剧院，深圳）
- 2011.12.24 “向上人生路”羽·泉2011北京演唱会（北京工人体育馆，北京）
- 2012.12.24 “在一起”羽·泉2012北京演唱会（首都体育馆，北京）
- 2013.5.4 “在一起”羽·泉2013上海演唱会（梅赛德斯-奔驰文化中心，上海）
- 2013.9.7 “在一起”羽·泉2013泉州演唱会（海峡体育中心体育馆，泉州）
- 2013.5.18 羽·泉15周年感恩答謝会（保利剧院，北京）
- 2013.9.21 “在一起”羽·泉2013深圳演唱会（深圳湾体育中心“春茧”体育馆，深圳）
- 2013.12.24 “人生就是一场运动会”羽·泉2013北京演唱会（北京工人体育馆，北京）
- 2014.5.10 “在一起”羽·泉2014南京演唱会（南京奥体中心，南京）
- 2014.9.7 “在一起”羽·泉2014西安演唱会（西安城市运动公园体育馆，西安）
- 2014.12.24 “敢爱”羽·泉2014北京演唱会（北京工人体育馆，北京）
- 2015.12.24 “后台”羽·泉2015北京演唱会（北京工人体育馆，北京）
- 2015.12.25 “后台”羽·泉2015北京演唱会（北京工人体育馆，北京）
- 2016.12.24 “樹新蜂”羽·泉2016北京演唱会（北京工人体育馆，北京）
- 2017.12.24~25 “二十”羽·泉2017北京演唱会（北京工人体育馆，北京）
- 2018.1.20 二十•羽·泉20周年巡回演唱会 苏州站（苏州高新区文体中心体育馆，苏州）
- 2018.4.14 二十•羽·泉20周年巡回演唱会 深圳站（华润深圳湾体育中心-“春茧”体育馆，深圳）
- 2018.4.28 二十•羽·泉20周年巡回演唱会 济南站（济南奥体中心体育馆，济南）
- 2018.5.20 二十•羽·泉20周年巡回演唱会 杭州站（黄龙体育中心体育馆，杭州）
- 2018.5.26 二十•羽·泉20周年巡回演唱会 南昌站（南昌国际体育中心体育馆，南昌）
- 2018.7.6 二十•羽·泉20周年巡回演唱会 郑州站（郑州国际会展中心，郑州）
- 2018.7.28 二十•羽·泉20周年巡回演唱会 天津站（天津体育中心，天津）
- 2018.8.11 二十•羽·泉20周年巡回演唱会 长沙站（湖南国际会展中心，长沙）
- 2018.8.11 二十•羽·泉20周年巡回演唱会 武汉站（光谷国际网球中心，武汉）
- 2018.9.20 二十•羽·泉20周年巡回演唱会 大连站（大连体育中心体育馆，大连）
- 2018.10.13 二十•羽·泉20周年巡回演唱会 贵阳站（贵阳国际会议展览中心一号馆，贵阳）
- 2018.10.27 二十•羽·泉20周年巡回演唱会 南京站（南京奥体中心体育馆，南京）
- 2018.11.3 二十•羽·泉20周年巡回演唱会 成都站（成都演艺中心，成都）

## 图文书
- 《羽·泉之泉静静地流——胡海泉诗与写真》 （春风文艺出版社，2002.10）
- 《最美——羽·泉四分之一世纪的音乐之旅》 （知识出版社，2003.9）
- 《羽·泉 黄金十年》（湖南少儿出版社，2008.11）
- 《海泉的诗》（人民文学出版社，2012.1）
- 《逆流而上-羽泉15年再生》（中信出版社，2013）
- 《问泉》（人民文学出版社，2014）

## 电视剧与电影
- 电视剧《北京夏天》陈羽凡饰四兄弟之一
- 电视剧《与青春有关的日子》陈羽凡饰许逊
- 电影《独自等待》陈羽凡饰陈羽凡
- 电视电影《海南，海南》（又名《如果没有爱》）
- 电视剧《壮志雄心》（客串）
- 电影《失恋33天》陳羽凡（客串）
- 电影《李献计历险记》（客串）
- 電影《梔子花開》陈羽凡饰酒吧老闆，胡海泉饰季彥爸爸
- 電影《煎餅俠》（客串）

## 綜藝節目
- 2013年湖南衛視《我是歌手第1季》
- 2013年湖南電視台金鷹卡通《中國新聲代》導師
- 2013年北京衛視《最美和聲》導師
- 2015年中國中央電視台綜藝頻道 (CCTV-3)《中國好歌曲2》導師
- 2015年廣東衛視《炫風車手》隊長
- 2015年浙江衛視《12道锋味第2季》主持
- 2016年中國中央電視台綜藝頻道 (CCTV-3)《中國好歌曲3》導師
- 2016年東方衛視《加油美少女》導師
- 2016年浙江衛視《夢想的聲音》導師
- 2017年浙江衛視《夢想的聲音》第二季導師

## 获奖记录
1. 1999年中国流行金曲榜年度金曲<<最美>>
2. 1999年健牌中国原创歌曲总评榜第四季季选"十大金曲推送公司奖"、"十大金曲奖"、"最佳组合"
3. "雪碧"我的选择中国原创音乐流行榜"金曲奖"
4. 第七届东方风云榜"十大金曲"
5. 北京音乐台中国歌曲排行榜第四季度"十大金曲奖
6. 中国教育电视台吉通杯十几歌会"2000世纪之星"
7. 1999年北京音乐台FM97.4中国歌曲排行榜年度"最佳新人奖"
8. 新千年全球华语榜中榜 神州音乐特别推荐奖——最佳组合、最佳歌曲《冷酷到底》
9. 2000年度公益歌曲大擂台实力之星奖
10. 1999年中国流行歌曲榜年度金曲-最美
11. 2000年北京音乐台Fm97.4中国歌曲排行榜第四季度十大金曲奖
12. 第八届东方风云榜"十大金曲"以及最佳组合
13. 第九届东方风云榜"十大金曲"以及年度最佳唱片
14. 第九届北京音乐台中国歌曲排行榜最佳组合、最受欢迎男歌手、金曲奖
15. 2000年第一届音乐风云榜年度最佳单曲《冷酷到底》、最佳组合
16. 2001年第二届音乐风云榜年度内地十大金曲奖以及内地最佳组合
17. “雪碧” 我的选择中国原创音乐流行榜2001年度总选颁奖年度最佳唱片、最佳组合奖、内地金曲奖
18. 第一届中国歌曲排行榜海外票选金曲奖、最佳组合奖
19. 第四届CCTV-MTV音乐盛典最佳组合奖、金曲奖
20. 第九届全球华语音乐榜中榜内地最佳组合奖、金曲奖
21. 第十届中国歌曲排行榜最佳组合奖、金曲奖、最佳对唱歌曲奖
22. 第二届MTV亚洲大奖中国内地最受欢迎歌手奖
23. 第24届“香港十大中文金曲”全国最受欢迎男歌手铜奖
24. 第25届“香港十大中文金曲”全国最受欢迎组合铜奖
25. 第十届东方风云榜 最受欢迎组合奖
26. 第四届百事音乐风云榜内地十大金曲-《惩罚》
27. 第十一届中国歌曲排行榜年度金曲奖-《惩罚》
28. 第一届全球华语歌曲排行榜 最佳组合、年度20大金曲《冷酷到底》
29. 第二届全球华语歌曲排行榜 最受欢迎组合银奖、年度20大金曲《开往春天的地铁》
30. 第三届全球华语歌曲排行榜 最受欢迎组合铜奖
31. 第四届全球华语歌曲排行榜 内地最受欢迎歌唱组合、年度最受欢迎20大金曲奖-《没你不行》
32. 第十一届东方风云榜 十大金曲-《没你不行》、最佳组合奖、最佳传唱歌曲奖-《最美》
33. 2004年MTV超级盛典内地最具风格舞台魅力奖
34. 2005年第十二届中国歌曲排行榜 最佳作曲人奖
35. 第七届CCTV-MTV音乐盛典内地年度最佳专辑奖-《三十》
36. 第五届全球华语歌曲排行榜 年度25大歌曲-《你是谁》、最受欢迎创作组合奖、最受欢迎歌唱组合奖
37. 获第十二届全球华语音乐榜中榜 内地最佳乐队组合奖
38. 2005年度中国原创音乐流行榜 最优秀专辑奖、最优秀组合奖
39. 获第六届百事音乐风云榜最佳组合、最佳专辑-《三十》、最佳唱作人奖
40. 2008年度北京流行音乐典礼年度最受欢迎组合、年度金曲《爱上你的美》
41. 2011年第十五届全球华语榜中榜内地最佳组合
42. 2013年第十三届音乐风云榜最具影响力组合
43. 2014年第二十一届东方风云榜年度风云组合、年度最佳概念专辑《再生》
44. 2014年第十八届全球华语音樂榜中榜年度最佳专辑《再生》
45. 2014年第十四届音乐风云榜最佳组合、最佳专辑企划奖
46. 2016年向上时尚之夜颁奖礼向上音乐风云人物

## 脫離滾石違約案
羽·泉与滚石公司合约期间，多次在公司不知情之下，违反公司的合约，私下接演出活动。后来在企宣部袁涛的带引下私自脱离公司，并将滚石公司的品牌“战国音乐”公开违法使用。滚石公司对于羽·泉违约行为提起诉讼，华谊也成为被告。最终法院判决滚石公司对于羽·泉与华谊公司的控告胜诉。法官的判决书上写道：“当事人间的契约应得到尊重、信守和履行”。